# Správce souborů (Windows)
Správce souborů (anglicky File Manager) je program zahrnutý ve verzích Microsoft Windows vydaných mezi lety 1990 a 1999 a volitelně dostupný ke stažení od 6. dubna 2018 pro veškeré moderní verze systému Windows, včetně Windows 10.
Program obsahuje jednoinstanční grafické uživatelské rozhraní pro správu souborů (kopírování, přesouvání, otevírání, mazání, hledání, atd.), které nahrazuje příkazovou řádku MS-DOS a program MS-DOS Executive obsažený v předchozích verzích Windows. I přesto, že byl Správce souborů součástí Windows 95, Windows NT 4.0 a některých dalších verzí, byl nahrazen programem Průzkumník Windows, který je používán jako hlavní správce souborů v pozdějších verzích Windows. Průzkumník Windows nabízel dvě různá uživatelská rozhraní: dvoupanelové, které se lišilo od toho, co měl Správce souborů, a jednopanelové, které se dalo vyvolat kliknutím na ikonu „Tento počítač“ na ploše.

## Popis
Rozhraní programu zobrazuje seznam adresářů v levém panelu a obsah aktuálně otevřeného adresáře v pravém panelu. Správce souborů umožňuje uživateli vytvářet, přejmenovávat, přesouvat, tisknout, kopírovat, vyhledávat a mazat soubory a složky, nastavovat jim oprávnění (atributy) jako archivovaný, pouze pro čtení, skrytý nebo systémový a asociovat typy souborů s programy. Dostupné jsou také nástroje na přejmenovávání a formátování disků, správu adresářů pro sdílení souborů a připojení a odpojení síťových jednotek. Na operačních systémech rodiny Windows NT je také možné nastavovat souborům a složkám ACL, pokud se nachází na NTFS disku, prostřednictvím dialogu pro konfiguraci zabezpečení ze souboru shell32.dll (používaný také Průzkumníkem a ostatními správci souborů pro Windows). Na jednotkách se souborovým systémem NTFS lze jednotlivé soubory či celé složky komprimovat a dekomprimovat.
Správce souborů ve verzi z Windows NT je schopen měnit oprávnění adresáře, souboru, místního počítače, sítě a uživatele.
Počínaje systémy Windows 95 a Windows NT 4.0 je Správce souborů nahrazen Průzkumníkem Windows. I přesto je ale soubor WINFILE.EXE zahrnut ve Windows 95, Windows 98, Windows ME (16bitová varianta) a Windows NT 4.0 (32bitová varianta). Poslední 32bitové sestavení WINFILE.EXE (4.0.1381.318) je obsažené jako součást Windows NT 4.0 Service Pack 6a (SP6a) a poslední 16bitové sestavení WINFILE.EXE (4.90.3000) je obsaženo v operačním systému Windows ME.
Chris Guzak byl vývojářem zodpovědným za Správce souborů v týmu Windows 3.1.
Zdrojový kód programu byl uvolněn Microsoftem na GitHubu v roce 2018 pod MIT licencí.

## Verze

### 16bitová
Původní verze Správce souborů byla 16bitovým programem, který podporoval jména ve formátu 8.3, jenž byly v té době standardně používány.
Program nepodporoval delší názvy souborů, které byly představeny ve Windows 95 – včetně dlouhých jmen a jmen obsahujících mezery. Místo toho zobrazoval pouze prvních 6 znaků, které byly následovány vlnovkou („~“) a číslem, většinou 1. Další čísla (2, 3, atd.) byly přidány za vlnovku v případě, že více než jeden soubor se stejnými šesti počátečními písmeny existoval ve stejném adresáři.
16bitová verze distribuovaná s instalacemi Windows 3.1x a Windows for Workgroups 3.1x trpěla Y2K chybou způsobenou lexografickou korelací data a znakové sady ASCII, kde dvojtečky a středníky nahrazovaly to, co mělo být zobrazeno jako '2000'. Microsoft vydal opravenou verzi pro všechny systémy z rodiny Windows 3.1x.

### Windows NT
Správce souborů byl přepsán do 32bitové verze pro Windows NT. Tato nová verze správně pracovala s dlouhými názvy souborů a souborovým systémem NTFS. Tato verze byla obsažena ve Windows NT 3.1, 3.5, 3.51 a 4.0.

### Windows 10
Dne 6. dubna 2018 vydal Microsoft zkompilované binární soubory a zdrojový kód pod MIT licencí vylepšené verze Správce souborů, která je schopna běžet pod Windows 10. Tuto verzi je možné zkompilovat v moderních verzích Visual Studia i jako 64bitový binární soubor. Obsahuje také mnoho vylepšení použitelnosti. Microsoft tuto verzi také vydal v lednu 2019 zdarma ke stažení v Microsoft Storu.